# Olympische Sommerspiele 1900/Teilnehmer (Frankreich)
| Silbermedaillen | Bronzemedaillen | 3. |
| --------------- | --------------- | -- |
| 27              | 40              | 36 |

Frankreich nahm an den Olympischen Sommerspielen 1900 in Paris, Frankreich mit einer Delegation von über 700, zum Teil mit vielen unbekannten, Sportlern teil. Die Größe der Mannschaft ist im Vergleich mit heutigen Mannschaften recht groß. Großbritannien nahm beispielsweise bei den Olympischen Sommerspielen 2012 mit dem Spitzenwert von 542 Athleten teil. Aber die Medaille von Michel Théato für Frankreich ist umstritten. Bis ins späte 20. Jahrhundert dachte man, er sei Franzose gewesen, bis man herausfand, dass er aus Luxemburg kam, was ihn zum eigentlich ersten Medaillengewinner aus Luxemburg machte. Das IOC listet seine Silbermedaille im Marathon noch immer für Frankreich.

## Medaillengewinner

### Olympiasieger
| Name | Sportart       | Wettkampf                                  |
| --- | -------------- | ------------------------------------------ |
| Gaston Aumoitte | Krocket        | Einzel mit einer Kugel                     |
| Michel Théato | Leichtathletik | Marathon                                   |
| Albert Ayat | Fechten        | Degen (offene Klasse)                      |
| Albert Ayat | Fechten        | Degen für Fechtmeister                     |
| Roger de Barbarin | Schießen       | Tontaubenschießen                          |
| Louis Bastien | Radsport       | 25 Kilometer                               |
| Hermann Barrelet | Rudern         | Einer                                      |
| Émile Coste | Fechten        | Florett für Amateure                       |
| Georges de la Falaise | Fechten        | Säbel für Amateure                         |
| Dominique Gardères | Reiten         | Hochspringen                               |
| Pierre Gervais | Segeln         | bis 0,5 Tonnen, 1. Wettfahrt               |
| Émile Grumiaux | Bogenschießen  | Sur la perche à la pyramide (Mastschießen) |
| Henri Hérouin | Bogenschießen  | Au cordon doré (50 m – Scheibenschießen)   |
| Maurice Larrouy | Schießen       | Ordonnanzrevolver 20 m                     |
| Lucien Mérignac | Fechten        | Florett für Fechtmeister                   |
| Eugène Mougin | Bogenschießen  | Au chapelet (50 m – Scheibenschießen)      |
| Achille Paroche | Schießen       | Armeegewehr 300 m, liegend                 |
| Émile Sacré | Segeln         | bis 0,5 Tonnen, 2. Wettfahrt               |
| Gustave Sandras | Turnen         | Turnmehrkampf                              |
| Albert Taillandier | Radsport       | 2000 m Sprint für Amateure                 |
| Charles de Vendeville | Schwimmen      | Unterwasserschwimmen                       |
| Chrétien Waydelich | Krocket        | Einzel mit zwei Kugeln                     |
| Gaston Aumoitte Georges Johin | Krocket        | Doppel                                     |
| Émile Billard Paul Perquer | Segeln         | 10 bis 20 Tonnen                           |
| Henri Bouckaert Jean Cau Émile Delchambre Henri Hazebrouck Charlot (Steuermann) | Rudern         | Vierer mit Steuermann, Erster Finallauf    |
| Vladimir Aïtoff A. Albert Léon Binoche Jean Collas Jean-Guy Gautier Auguste Giroux Charles Gondouin Constantin Henriquez Jean Hervé Victor Lardanchet Hubert Lefèbvre Joseph Olivier Alexandre Pharamond Frantz Reichel André Rischmann André Roosevelt Émile Sarrade | Rugby          | Männer                                     |

### Bronze
| Name | Sportart       | Wettkampf                                  |
| --- | -------------- | ------------------------------------------ |
| Noël Bas | Turnen         | Turnmehrkampf                              |
| Gilbert Bougnol | Fechten        | Degen für Fechtmeister                     |
| Émile Champion | Leichtathletik | Marathon                                   |
| Jean Decazes | Segeln         | 10 bis 20 Tonnen                           |
| Henri Deloge | Leichtathletik | 1500 m                                     |
| André Gaudin | Rudern         | Einer                                      |
| Henri Helle | Bogenschießen  | Au chapelet (50 m – Scheibenschießen)      |
| Louis Hildebrand | Radsport       | 25 km mit Schrittmacher                    |
| Georges Johin | Krocket        | Einzel mit einer Kugel                     |
| Alphonse Kirchhoffer | Fechten        | Florett für Fechtmeister                   |
| Henri Masson | Fechten        | Florett für Amateure                       |
| Léon Moreaux | Schießen       | Ordonnanzrevolver 20 m                     |
| Achille Paroche | Schießen       | Armeerevolver 50 m, Einzel                 |
| Louis Perrée | Fechten        | Degen für Amateure                         |
| Yvonne Prévost | Tennis         | Frauen: Einzel                             |
| Fernand Sanz | Radsport       | 2000 m Sprint für Amateure                 |
| Auguste Serrurier | Bogenschießen  | Sur la perche à la herse (Mastschießen)    |
| Auguste Serrurier | Bogenschießen  | Sur la perche à la pyramide (Mastschießen) |
| André Six | Schwimmen      | Unterwasserschwimmen                       |
| Henri Tauzin | Leichtathletik | 400 m Hürden                               |
| Victor Thibaud | Bogenschießen  | Au cordon doré (33 m – Scheibenschießen)   |
| Victor Thibaud | Bogenschießen  | Au chapelet (33 m – Scheibenschießen)      |
| Léon Thiébaut | Fechten        | Säbel für Amateure                         |
| Maurice Vignerot | Krocket        | Einzel mit zwei Kugeln                     |
| Henri Deloge Jacques Chastanié André Castanet Albert Champoudry Gaston Ragueneau | Leichtathletik | 5000 m Mannschaft                          |
| Maurice Durquetty Etchegaray | Pelota         | Zweiermannschaft                           |
| Louis Dutfoy Maurice Lecoq Léon Moreaux Achille Paroche Jules Trinité | Schießen       | Armeerevolver 50 m, Mannschaft             |
| Roger Basset Jean Collas Charles Gondouin Joseph Roffo Émile Sarrade Francisco Henríquez de Zubiría | Tauziehen      | Männer                                     |
| Jean-Baptiste Charcot Robert Linzeler Texier | Segeln         | bis 0,5 Tonnen, 1. Wettfahrt               |
| Jean-Baptiste Charcot Robert Linzeler Texier | Segeln         | bis 0,5 Tonnen, 2. Wettfahrt               |
| Jacques Baudrier Jean Le Bret François Vilamitjana | Segeln         | 0,5 bis 1 Tonnen, 1. Wettfahrt             |
| Auguste Albert Albert Duval Charles Hugo François Vilamitjana | Segeln         | 1 bis 2 Tonnen, 1. Wettfahrt               |
| Jacques Doucet Auguste Godinet Henri Mialaret Léon Susse | Segeln         | 2 bis 3 Tonnen, 1. Wettfahrt               |
| Jacques Doucet Auguste Godinet Henri Mialaret Léon Susse | Segeln         | 2 bis 3 Tonnen, 2. Wettfahrt               |
| A. Dubois J. Dubois Maurice Gufflet Robert Gufflet Charles Guiraist | Segeln         | 3 bis 10 Tonnen, 2. Wettfahrt              |
| Pierre Allemane Louis Bach Alfred Bloch Fernand Canelle R. Duparc Eugène Fraysse Virgile Gaillard Georges Garnier René Grandjean Lucien Huteau (Torwart) Marcel Lambert Maurice Macaire Gaston Peltier | Fußball        | Männer                                     |
| Georges Lumpp Charles Perrin Daniel Soubeyran Émile Wegelin unbekannter Steuermann | Rudern         | Vierer mit Steuermann, Erster Finallauf    |
| William Anderson William Attrill John Braid W. Browning Robert Horne Timothée Jordan Arthur MacEvoy Douglas Robinson H. F. Roques Alfred Schneidau Henry Terry Philip Tomalin (Kapitän)                | Cricket        | Männer                                     |
| Lucien Martinet René Waleff | Rudern         | Zweier mit Steuermann                      |
| Ernst Hoppenberg Max Hainle Julius Frey Max Schöne Herbert von Petersdorff | Schwimmen      | 200 m Mannschaft                           |

### Dritter
| Name | Sportart       | Wettkampf                                         |
| --- | -------------- | ------------------------------------------------- |
| Eugène Balme | Schießen       | Ordonnanzrevolver 20 m                            |
| Jacques de Prunelé | Reiten         | Weitspringen                                      |
| Marcel Boulenger | Fechten        | Florett für Amateure                              |
| Louis de Champsavin | Reiten         | Jagdspringen                                      |
| Jacques Chastanié | Leichtathletik | 2500 m Hindernis                                  |
| Justinien de Clary | Schießen       | Wurfscheibenschießen (Tontaubenschießen)          |
| Auguste Daumain | Radsport       | 25 km mit Schrittmacher                           |
| Lucien Démanet | Turnen         | Turnmehrkampf                                     |
| Auguste Donny | Segeln         | 2 bis 3 Tonnen, 2. Wettfahrt                      |
| Pierre Gervais | Segeln         | bis 0,5 Tonnen, 2. Wettfahrt                      |
| Émile Fisseux | Bogenschießen  | Au cordon doré (50 m – Scheibenschießen)          |
| Henri Laurent | Fechten        | Degen für Fechtmeister                            |
| Louis Martin | Schwimmen      | 4000 Meter Freistil                               |
| Émile Mercier | Bogenschießen  | Au chapelet (50 m – Scheibenschießen)             |
| Jean-Baptiste Mimiague | Fechten        | Florett für Fechtmeister                          |
| Charles Frédéric Petit | Bogenschießen  | Au cordon doré (33 m – Scheibenschießen)          |
| Charles Frédéric Petit | Bogenschießen  | Au chapelet (33 m – Scheibenschießen)             |
| Jacques Sautereau | Krocket        | Einzel mit zwei Kugeln                            |
| Léon Sée | Fechten        | Degen für Amateure                                |
| Léon Sée | Fechten        | Degen (offene Klasse)                             |
| Émile Torcheboeuf | Leichtathletik | Standweitsprung                                   |
| Chrétien Waydelich | Krocket        | Einzel mit einer Kugel                            |
| Auguste Cavadini Maurice Lecoq Léon Moreaux Achille Paroche René Thomas                                                                | Schießen       | Armeegewehr 300 m, Dreistellungskampf, Mannschaft |
| André Prévost Georges de la Chapelle                                                                                                   | Tennis         | Doppel                                            |
| Henri Monnot Léon Tellier Gaston Cailleux                                                                                              | Segeln         | bis 0,5 Tonnen, 1. Wettfahrt                      |
| Marcel Meran Émile Michelet | Segeln         | 0,5 bis 1 Tonnen, 1. Wettfahrt                    |
| Auguste Albert Albert Duval Charles Hugo François Vilamitjana                                                                          | Segeln         | 1 bis 2 Tonnen, 2. Wettfahrt                      |
| De Cottignon Émile Jean-Fontaine Ferdinand de Schlatter                                                                                | Segeln         | 2 bis 3 Tonnen, 1. Wettfahrt                      |
| Émile Michelet | Segeln         | Gemeinsame Wettfahrt                              |
| Carlos Deltour Antoine Védrenne Raoul Paoli (Steuermann)                                                                               | Rudern         | Zweier mit Steuermann                             |
| Pupilles de Neptune de Lille René Tartara Désiré Mérchez Louis Martin Georges Leuillieux Philippe Houben (trat nicht an)               | Schwimmen      | 200 m Mannschaft                                  |
| Libellule de Paris Thomas W. Burgess () Jules Clévenot Alphonse Decuyper Louis Laufray Henri Peslier Auguste Pesloy Paul Vasseur       | Wasserball     | Männer                                            |
| Pupilles de Neptune de Lille II Auguste Camelin Eugène Coulon Fardel Kléber Fiolet Pierre Gellé Louis Marc Louis Martin Désiré Mérchez | Wasserball     | Männer                                            |

## Teilnehmer nach Sportarten

### Bogenschießen
- Édouard Beaudoin
Au cordon doré (50 m – Scheibenschießen): Fünfter
- Denet
Au cordon doré (50 m – Scheibenschießen): Sechster
- Émile Fisseux
Au cordon doré (50 m – Scheibenschießen): Dritter
- Galinard
Au cordon doré (50 m – Scheibenschießen): Siebter
- Émile Grumiaux
Sur la perche à la pyramide (Mastschießen): Olympiasieger
- Henri Helle
Au cordon doré (50 m – Scheibenschießen): Vierte
Au chapelet (50 m – Scheibenschießen): Zweiter
- Henri Hérouin
Au cordon doré (50 m – Scheibenschießen): Olympiasieger
- Lecomte
Au cordon doré (50 m – Scheibenschießen): Achter
- Émile Mercier
Au chapelet (50 m – Scheibenschießen): Dritter
- Eugène Mougin
Au chapelet (50 m – Scheibenschießen): Olympiasieger
- Charles Frédéric Petit
Au cordon doré (50 m – Scheibenschießen): Dritter
Au chapelet (33 m – Scheibenschießen): Dritter
- Auguste Serrurier
Sur la perche à la herse (Mastschießen): Zweiter 
Sur la perche à la pyramide (Mastschießen): Zweiter
- Victor Thibault
Au cordon doré (33 m – Scheibenschießen): Zweiter 
Au chapelet (33 m – Scheibenschießen): Zweiter

### Cricket
- Männer: Zweiter 
William Anderson
William Attrill
John Braid
W. Browning
Robert Horne
Timothée Jordan
Arthur MacEvoy
Douglas Robinson
H. F. Roques
Alfred Schneidau
Henry Terry
Philip Tomalin (Kapitän)

### Krocket
- Gaston Aumoitte
Einzel mit einer Kugel: Olympiasieger 
Doppel: Olympiasieger
- Al. Blachère
Einzel mit einer Kugel: Vierte
Einzel mit zwei Kugeln: Vierte
- Jeanne Filleul-Brohy
Einzel mit einer Kugel: DNF
Einzel mit zwei Kugeln: Unbekannt
- Louise Anne Marie Després
Einzel mit einer Kugel: Fünfte
Einzel mit zwei Kugeln: Unbekannt
- Marcel Haëntjens
Einzel mit einer Kugel: Unbekannt
Einzel mit zwei Kugeln: Unbekannt
- Georges Johin
Einzel mit einer Kugel: Zweiter 
Doppel: Olympiasieger
- Marie Ohier
Einzel mit einer Kugel: DNF
- Jacques Sautereau
Einzel mit einer Kugel: DNF
Einzel mit zwei Kugeln: Dritter
- Maurice Vignerot
Einzel mit zwei Kugeln: Zweiter
- Chrétien Waydelich
Einzel mit einer Kugel: Dritter
Einzel mit zwei Kugeln: Olympiasieger

### Fechten
Im Degen für Fechtmeister nahmen 8 Sportler teil, deren Namen und Resultate unbekannt sind.
- Gaston Achille
Degen für Amateure: Vorrunde
- Adam
Degen für Amateure: Vorrunde
- Gaston Alibert
Degen für Amateure: Siebte
- Andreac
Degen für Amateure: Vorrunde
- Emmanuel Andrieu
Degen für Fechtmeister: Vorrunde
- Xavier Anchetti
Florett für Fechtmeister: Hoffnungsrunde
Degen für Fechtmeister: Vorrunde
Säbel für Fechtmeister: Sechster
- Assé
Degen für Fechtmeister: Vorrunde
- Aufort
Degen für Fechtmeister: Halbfinale
Säbel für Fechtmeister: Vorrunde
- Albert Ayat
Degen für Fechtmeister: Olympiasieger 
Degen (offene Klasse): Olympiasieger
- Félix Ayat
Degen für Fechtmeister: Halbfinale
- Louis Bastien
Degen für Amateure: Vorrunde
- Bazin
Degen für Amateure: Vorrunde
- G. Béllot
Florett für Amateure: Zwölfter
- Alexandre Bergès
Florett für Fechtmeister: Hoffnungsrunde
- Herman Georges Berger
Degen für Amateure: Viertelfinale
- Eugène des Logis Bergès
Florett für Amateure: Vorrunde
- Charles Bersin
Florett für Fechtmeister: Vorrunde
Säbel für Fechtmeister: Vorrunde
- Michel Bettenfeld
Florett für Fechtmeister: Hoffnungsrunde
- Georges-Louis Bézy
Degen für Fechtmeister: Neunter
Degen für Amateure: Viertelfinale
- Clément de Boissière
Florett für Amateure: Neunter
Degen für Amateure: Vorrunde
Säbel für Amateure: Sechster
- Maurice Boisdon
Degen für Amateure: Halbfinale
Säbel für Amateure: Halbfinale
- Bormel
Florett für Fechtmeister: Hoffnungsrunde
Degen für Fechtmeister: Vorrunde
- Jean-Marie Borringes
Florett für Fechtmeister: Hoffnungsrunde
- Émile Bouard
Florett für Fechtmeister: Vorrunde
- Gilbert Bougnol
Degen für Fechtmeister: Zweiter 
Degen (offene Klasse): Fünfter
- Jean Boulège
Florett für Fechtmeister: Hoffnungsrunde
- Marcel Boulenger
Florett für Amateure: Dritter
Florett für Fechtmeister: 13.
- Bowden
Degen für Amateure: Viertelfinale
- Edmond Brassart
Florett für Fechtmeister: Hoffnungsrunde
Degen für Fechtmeister: Sechster
- Brau
Florett für Fechtmeister: Hoffnungsrunde
- François Brun-Buisson
Florett für Fechtmeister: Vorrunde
Säbel für Fechtmeister: Halbfinale
- Albert Cahen
Florett für Amateure: Viertelfinale
Degen für Amateure: Vorrunde
- V. Calvet
Florett für Amateure: Viertelfinale
- Camier
Säbel für Fechtmeister: Halbfinale
- Paul Carrichon
Florett für Fechtmeister: Hoffnungsrunde
- de Cazeneuve
Degen für Amateure: Vorrunde
- Céré
Degen für Fechtmeister: Vorrunde
- Laurent de Champeaux
Degen für Amateure: Vorrunde
- Alexandre Chantelat
Säbel für Fechtmeister: Neunter
- Thion de la Chaume
Degen für Amateure: Vorrunde
- Jacques de la Chevalerie
Degen für Amateure: Vorrunde
- Georges Clappier
Degen für Fechtmeister: Halbfinale
Säbel für Fechtmeister: Halbfinale
- Raoul Cléry
Degen für Fechtmeister: Vorrunde
- Henri Coquelin
Florett für Fechtmeister: Vorrunde
Säbel für Fechtmeister: Vorrunde
- Émile Coste
Florett für Amateure: Olympiasieger
- Costiesco
Degen für Amateure: Vorrunde
- Louis Coudurier
Florett für Fechtmeister: Vorrunde
- Dambremat
Säbel für Fechtmeister: Vorrunde
- Marie-Louis Damotte
Degen für Fechtmeister: Fünfter
- Vincent Dargein
Säbel für Fechtmeister: Vorrunde
- Georges Daussy
Florett für Fechtmeister: Vorrunde
- Félix Debax
Florett für Amateure: Vierter
- Debrinay
Degen für Fechtmeister: Vorrunde
- Henri Jean Début
Degen für Amateure: Viertelfinale
- Henri Delamaide
Säbel für Fechtmeister: Vorrunde
- François Delibes
Florett für Fechtmeister: Hoffnungsrunde
Säbel für Fechtmeister: Vierter
- Delprat
Degen für Amateure: Vorrunde
- Després
Degen für Fechtmeister: Vorrunde
- Georges Dillon-Cavanagh
Florett für Amateure: Siebter
- Dizier
Florett für Fechtmeister: Hoffnungsrunde
- Dizier
Florett für Fechtmeister: Vorrunde
- Jean Dreyfus
Degen für Amateure: Halbfinale
- Duclot
Degen für Amateure: Vorrunde
- Joseph Ducrot
Florett für Amateure: 13.
- Élie Dufraissé
Degen für Fechtmeister: Vorrunde
- Constant Dulau
Degen für Fechtmeister: Vorrunde
- Gaston Dutertre
Säbel für Amateure: im Halbfinale zurückgezogen
- Élie de Lastours
Degen für Amateure: Halbfinale
- Marie Joseph Anatole Elie
Degen für Amateure: Vorrunde
- Georges de la Falaise
Degen für Amateure: Vierte
Säbel für Amateure: Olympiasieger 
Degen (offene Klasse): Vierter
- Fernandès
Degen für Amateure: Vorrunde
- Ferrand
Florett für Amateure: Hoffnungsrunde
- Fichot
Degen für Amateure: Vorrunde
- Michel Filippi
Florett für Fechtmeister: 16.
- Flahaut
Degen für Fechtmeister: Vorrunde
Säbel für Fechtmeister: Vorrunde
- Maurice Fleury
Degen für Amateure: Vorrunde
- Joseph Fontaine
Florett für Fechtmeister: Hoffnungsrunde
- Édouard Fouchier
Florett für Amateure: Vorrunde
Degen für Amateure: Viertelfinale
- Stan François
Degen für Amateure: Vorrunde
- Charles Guérin
Florett für Amateure: 16.
- Adrien Guyon
Florett für Amateure: 15.
- Hérisson
Degen für Amateure: Vorrunde
- Pierre Georges Louis d'Hughes
Florett für Amateure: Fünfter
Degen für Amateure: Vorrunde
Säbel für Amateure: Halbfinale
- Jactel
Florett für Amateure: Viertelfinale
- Maurice Jay
Degen für Amateure: Viertelfinale DNS
- Henri Jobier
Florett für Amateure: Hoffnungsrunde
- Jolliet
Florett für Fechtmeister: Vorrunde
- Marie-Joseph Gabriel
Säbel für Fechtmeister: Vorrunde
- Gardiès
Florett für Amateure: Vorrunde
Degen für Amateure: Vorrunde
- Louis Garnoty
Florett für Fechtmeister: Vorrunde
Degen für Fechtmeister: Vorrunde
- Albert Gauthier
Florett für Amateure: Vorrunde
- Louis Gauthier
Florett für Fechtmeister: Hoffnungsrunde
- E. Grad
Degen für Amateure: Vorrunde
- Grossard
Florett für Amateure: Vorrunde
- Alexandre Guillemand
Degen für Amateure: Halbfinale
- Adrien Guyon
Degen für Amateure: Viertelfinale
- Georges-Joseph Haller
Florett für Fechtmeister: Neunter
Degen für Fechtmeister: Halbfinale
- Hilaret
Degen für Amateure: Viertelfinale
- Jacques Holzschuch
Degen für Amateure: Halbfinale
- Hippolyte-Jacques Hyvernaud
Degen für Fechtmeister: Vierter
Degen (offene Klasse): Fünfter
- Ivan Ivanovitch
Degen für Amateure: Vorrunde
- Jean Jeanvois
Degen für Fechtmeister: Halbfinale
- Georges Jourdan
Degen für Fechtmeister: Achter
- Alphonse Kirchhoffer
Florett für Fechtmeister: Zweiter
- Ludovic Laborderie
Florett für Fechtmeister: Hoffnungsrunde
- Henri de Laborde
Degen für Amateure: Vorrunde
- A. Lafontaine
Degen für Amateure: Vorrunde
- Jean Lafoucrière
Degen für Fechtmeister: Vorrunde
- Jean-Baptiste Lafourçade-Cortina
Säbel für Amateure: Vorrunde
- Lucien Largé
Florett für Fechtmeister: Hoffnungsrunde
- Viscount de Lastic
Degen für Amateure: Vorrunde
- Launay
Degen für Fechtmeister: Vorrunde
- de Lagardière
Degen für Amateure: Vorrunde
- Henri Laurent
Degen für Fechtmeister: Dritter
Degen (offene Klasse): Fünfter
- Léon Lécuyer
Säbel für Amateure: im Halbfinale zurückgezogen
- Georges Lefèvre
Florett für Fechtmeister: Zwölfter
- Lemoine
Degen für Amateure: Vorrunde
Florett für Fechtmeister: Elfter
- Georges Leroy
Degen für Amateure: Vorrunde
- Paul Leroy
Florett für Amateure: Vorrunde
- Marcel Lévy
Degen für Amateure: Halbfinale
- Sylvain Lézard
Degen für Fechtmeister: Siebter
- Lézard
Degen für Fechtmeister: Halbfinale
- Eugène des Logis Bergès
Florett für Amateure: Zehnter
- Charles Loizillon
Degen für Amateure: Vorrunde
- Luquetas
Degen für Amateure: Vorrunde
- Robert Marc
Florett für Amateure: Viertelfinale
Degen für Amateure: Vorrunde
- Martini
Florett für Amateure: Viertelfinale
- Charles Marty
Florett für Fechtmeister: Hoffnungsrunde
Degen für Fechtmeister: Vorrunde
- Massé
Degen für Amateure: Vorrunde
- Gustave Masselin
Florett für Fechtmeister: Vorrunde
- Henri Masson
Florett für Amateure: Zweiter
- Lucien Mérignac
Florett für Fechtmeister: Olympiasieger
- Joseph-Auguste Métais
Florett für Fechtmeister: Hoffnungsrunde
Degen für Fechtmeister: Vorrunde
- de Meuse
Degen für Amateure: Vorrunde
- Jean Michel
Degen für Fechtmeister: Halbfinale
- Louis Midelair
Säbel für Fechtmeister: Halbfinale
- Miller
Degen für Amateure: Vorrunde
- Lucien Millet
Florett für Fechtmeister: 14.
- Jean-Baptiste Mimiague
Florett für Fechtmeister: Dritter
- Marcel Montuel
Florett für Fechtmeister: Hoffnungsrunde
- Alphonse Moquet
Degen für Amateure: Viertelfinale
- Moreil
Degen für Amateure: Vorrunde
- Achille Morin
Degen für Amateure: Vorrunde
- Mosso
Degen für Amateure: Vorrunde
- Muller
Florett für Fechtmeister: Hoffnungsrunde
- Alfred Nau
Degen für Fechtmeister: Vorrunde
- Louis Nègrout
Degen für Fechtmeister: Vorrunde
- Ivan, Viscount d'Oyley
Degen für Amateure: Vorrunde
- Henri Pantin
Florett für Fechtmeister: Hoffnungsrunde
Degen für Fechtmeister: Halbfinale
- Passerat
Florett für Amateure: Vorrunde
- Péboray
Degen für Amateure: Vorrunde
- Pélabon
Florett für Amateure: Vorrunde
- Raphaël Perrissoud
Florett für Amateure: Viertelfinale
- Louis Perrée
Degen für Amateure: Zweiter 
Degen (offene Klasse): Fünfter
- Piétory
Florett für Fechtmeister: Vorrunde
- Georges Pinault
Säbel für Fechtmeister: Halbfinale
- Piot
Florett für Amateure: Vorrunde
- Henri Plommet
Florett für Amateure: Hoffnungsrunde
Degen für Amateure: Neunter
- Jules de Pradel
Degen für Amateure: Halbfinale
- de Pradines
Degen für Amateure: Vorrunde
- Preurot
Degen für Amateure: Vorrunde
- Prosper
Degen für Amateure: Vorrunde
- André Rabel
Degen für Amateure: Viertelfinale DNS
- Léopold Ramus
Florett für Fechtmeister: Sechster
- René Raynaud
Florett für Fechtmeister: Hoffnungsrunde
- Georges Redeuil
Degen für Amateure: Vorrunde
- Jean-Joseph Renaud
Florett für Amateure: 17.
Degen für Amateure: Viertelfinale DNS
- Jules Ringnet
Florett für Fechtmeister: Hoffnungsrunde
- A. Robert
Degen für Amateure: Vorrunde
- Robinson
Degen für Amateure: Vorrunde
- Joseph Rodrigues
Degen für Amateure: Vorrunde
- Max Rodrigues
Degen für Amateure: Vorrunde
- A. de Romigny
Degen für Amateure: Vorrunde
- Roquais
Degen für Fechtmeister: Vorrunde
- Joseph-Marie Rosé
Degen für Amateure: Halbfinale
- Pierre Rosenbaum
Degen für Amateure: Vorrunde
- Jules Rossignol
Florett für Fechtmeister: Fünfter
- Adolphe Rouleau
Florett für Fechtmeister: Achter
- François Sabouric
Florett für Fechtmeister: Hoffnungsrunde
- Sahourin
Degen für Fechtmeister: Vorrunde
- Pierre Samiac
Florett für Fechtmeister: Hoffnungsrunde
- Salvanahac
Degen für Amateure: Vorrunde
- de Saint-Aignan
Florett für Amateure: Elfter
- André de Schonen
Florett für Amateure: Hoffnungsrunde
- Schoenfeld
Säbel für Fechtmeister: Vorrunde
- Léon Sée
Degen für Amateure: Dritter
Degen (offene Klasse): Dritter
- de Segonzac
Degen für Amateure: Vorrunde
- Casimir Semelaignes
Säbel für Amateure: Vorrunde
- Fernand Semelaignes
Säbel für Amateure: Vorrunde
- Prospère Sénat
Florett für Amateure: Sechster
Degen für Amateure: Vorrunde
- Frédéric Soudois
Florett für Amateure: Viertelfinale DNS
- Willy Sulzbacher
Degen für Amateure: Vorrunde
- Surzer
Degen für Fechtmeister: Vorrunde
- Jean Taillefert
Florett für Amateure: Hoffnungsrunde
Degen für Amateure: Vorrunde
- Ernest Tassart
Florett für Fechtmeister: Hoffnungsrunde
- Léon Thiébaut
Florett für Amateure: Hoffnungsrunde
Degen für Amateure: Achter
Säbel für Amateure: Zweiter
- Adolphe Thomegeux
Degen für Amateure: Vorrunde
- Pierre Thomegeux
Degen für Amateure: Vorrunde
- André Tintant
Degen für Amateure: Vorrunde
- de Tournable
Degen für Amateure: Vorrunde
- H. Valarché
Florett für Amateure: Viertelfinale
- de Vars
Degen für Amateure: Vorrunde
- Vève
Degen für Amateure: Vorrunde
- Henri Hébrard de Villeneuve
Degen für Amateure: Viertelfinale
- Armand Viquier
Florett für Fechtmeister: Hoffnungsrunde
- Edmond Wallace
Degen für Amateure: Sechster
- Richard Wallace
Degen für Amateure: Halbfinale
- Wattelier
Florett für Amateure: Viertelfinale DNS
- Weber
Degen für Amateure: Vorrunde
- Wineuwanheim
Florett für Fechtmeister: Vorrunde
- Henri Yvon
Florett für Fechtmeister: Hoffnungsrunde
Degen für Fechtmeister: Halbfinale

### Fußball
- Männer Zweiter: 
Pierre Allemane
Louis Bach
Alfred Bloch
Fernand Canelle
R. Duparc
Eugène Fraysse
Virgile Gaillard
Georges Garnier (Kapitän)
René Grandjean
Lucien Huteau (Torwart)
Marcel Lambert
Maurice Macaire
Gaston Peltier

### Golf
- Marie Brun
9 Löcher (Frauen): Zehnte
- John Daunt
36 Löcher (Männer): Fünfter
- Pierre Deschamps
36 Löcher (Männer): Zehnter
- Lucile Fain
9 Löcher (Frauen): Siebte
- Madeleine Fournier-Sarlovèze
9 Löcher (Frauen): Sechste
- Arthur Lord
36 Löcher (Männer): Neunter
- Jeanne Froment-Meurice
9 Löcher (Frauen): Vierte
- Rose Gelbert
9 Löcher (Frauen): Neunte
- J. Van de Wynckélé
36 Löcher (Männer): Zwölfter

### Leichtathletik
- Eugène Besse
Marathon: Vierter
- Émile Champion
Marathon: Zweiter
- Albert Champoudry
5000 Meter Mannschaft: Zweiter
- Jacques Chastanié
2500 Meter Hindernis: Dritter
4000 Meter Hindernis: Vierter
5000 Meter Mannschaft: Zweiter
- André Castanet
5000 Meter Mannschaft: Zweiter
- Eugène Choisel
110 Meter Hürden: Vorlauf
200 Meter Hürden: Vierte
- Georges Clément
400 Meter: Vorrunde
- Henry Deloge
800 Meter: Vierter
1500 Meter: Zweiter 
5000 Meter Mannschaft: Zweiter
- Albert Delannoy
Weitsprung: Fünfter
Dreisprung: Fünfter
- Charles-Robert Faidide
400 Meter: Vorrunde
- Émile Gontier
Stabhochsprung: Vierter
Diskuswurf: Dreizehnter
- Adolphe Klingelhoefer
60 Meter: Vorrunde
200 Meter: Vorrunde
110 Meter Hürden: Vorrunde
- Jean Lécuyer
110 Meter Hürden: Vierter
- Auguste Marchais
Marathon: DNF
- Louis Monnier
Hochsprung: Siebter
- Gaston Ragueneau
5000 Meter Mannschaft: Zweiter
- Maurice Salomez
800 Meter: Vorrunde
- Louis Segondi
1500 Meter: Unbekannt
- Henri Tauzin
200 Meter Hürden: Vorrunde
400 Meter Hürden: Zweiter
- Michel Théato
Marathon: Olympiasieger
- Émile Torcheboeuf
Standweitsprung: Dritter
- Georges Touquet-Daunis
Marathon: DNF
- Alexander Tuffèri
Dreisprung: Sechster

### Pelota
- Maurice Durquetty
Zweiermannschaft (Amateure): Dritter
- Etchegaray
Zweiermannschaft (Amateure): Dritter

### Polo
- Männer: Fünfter
Armand de La Rochefoucauld
Jean Boussod
André Fauquet-Lemaître
Maurice Raoul-Duval

### Radsport
- Charles Amberger
2000 Meter Sprint für Amateure: Vorrunde
- Georges Augoyat
2000 Meter Sprint für Amateure: Vorrunde
- Louis Bastien
25 km mit Schrittmacher: Olympiasieger
- Omer Beaugendre
2000 Meter Sprint für Amateure: Vorrunde
- J. Bérard
2000 Meter Sprint für Amateure: Vorrunde
- Maxime Bertrand
2000 Meter Sprint für Amateure: Vorrunde
25 km mit Schrittmacher: Vierter
- Bessing
2000 Meter Sprint für Amateure: Vorrunde
- Alfred Boulnois
2000 Meter Sprint für Amateure: Vorrunde
- Fernand Boulmant
2000 Meter Sprint für Amateure: Vorrunde
- L. Boyer
2000 Meter Sprint für Amateure: Vorrunde
- Gaston Bullier
2000 Meter Sprint für Amateure: Viertelfinale
- Caillet
2000 Meter Sprint für Amateure: Vorrunde
- Adolphe Cayron
2000 Meter Sprint für Amateure: Viertelfinale
- Vladislav Chalupa
2000 Meter Sprint für Amateure: Vorrunde
- Chaput
2000 Meter Sprint für Amateure: Viertelfinale
- Georges Coindre
2000 Meter Sprint für Amateure: Halbfinale
- Octave Coisy
2000 Meter Sprint für Amateure: Vorrunde
- Auguste Daumain
2000 Meter Sprint für Amateure: Viertelfinale
25 km mit Schrittmacher: Dritter
- Will Davis
2000 Meter Sprint für Amateure: Viertelfinale
- Marcel Dohis
2000 Meter Sprint für Amateure: Viertelfinale
- Émile Dubois
2000 Meter Sprint für Amateure: Vorrunde
- Dubourdieu
2000 Meter Sprint für Amateure: Vorrunde
- L. Dumont
2000 Meter Sprint für Amateure: Vorrunde
- Paul Espeit
2000 Meter Sprint für Amateure: Viertelfinale
- Théodore Fras
2000 Meter Sprint für Amateure: Viertelfinale
- Franzen
2000 Meter Sprint für Amateure: Vorrunde
- Germain
2000 Meter Sprint für Amateure: Viertelfinale
- Léon Gingembre
25 km mit Schrittmacher: Unbekannt
- Guillot
2000 Meter Sprint für Amateure: Vorrunde
- Louis Hildebrand
2000 Meter Sprint für Amateure: Viertelfinale
25 km mit Schrittmacher: Zweiter
- P. Hubault
2000 Meter Sprint für Amateure: DNF
- Paul Legrain
2000 Meter Sprint für Amateure: Halbfinale
- Lohner
2000 Meter Sprint für Amateure: Vorrunde
- Longchamp
2000 Meter Sprint für Amateure: Vorrunde
- Édouard Maibaum
2000 Meter Sprint für Amateure: Vorrunde
- Léon Maisonnave
2000 Meter Sprint für Amateure: Halbfinale
- Joseph Mallet
2000 Meter Sprint für Amateure: Halbfinale
- Maurice Monniot
2000 Meter Sprint für Amateure: Vorrunde
- Mossmann
2000 Meter Sprint für Amateure: Vorrunde
- Georges Neuroth
2000 Meter Sprint für Amateure: Vorrunde
- Pichard
2000 Meter Sprint für Amateure: Vorrunde
- Pilton
2000 Meter Sprint für Amateure: Vorrunde
- Léon Ponscame
2000 Meter Sprint für Amateure: Viertelfinale
- A. Porcher
2000 Meter Sprint für Amateure: DSQ
- Pouget
2000 Meter Sprint für Amateure: Vorrunde
- A. Roger
2000 Meter Sprint für Amateure: Vorrunde
- Paul Rosso
2000 Meter Sprint für Amateure: Viertelfinale
- Ruez
2000 Meter Sprint für Amateure: Vorrunde
- Saignier
2000 Meter Sprint für Amateure: Vorrunde
- Fernand Sanz
2000 Meter Sprint für Amateure: Zweiter
- L. Saunière
2000 Meter Sprint für Amateure: Vorrunde
- M. Steitz
2000 Meter Sprint für Amateure: Vorrunde
- Albert Taillandier
2000 Meter Sprint für Amateure: Olympiasieger
- Maurice Terrier
2000 Meter Sprint für Amateure: Vorrunde
- Thomann
2000 Meter Sprint für Amateure: Viertelfinale
- Louis Trousselier
25 km mit Schrittmacher: Unbekannt
- Ferdinand Vasserot
2000 Meter Sprint für Amateure: Halbfinale
- Édouard Wick
2000 Meter Sprint für Amateure: DNF

### Reiten
- Louis de Champsavin
Jagdspringen: Dritter
- Dominique Gardères
Hochsprung: Olympiasieger
- Louis d’Havrincourt
Jagdspringen: Unbekannt
- Maurice Jéhin
Jagdspringen: Unbekannt
- Henri Laclerc
Jagdspringen: Unbekannt
- Louis Napoléon Murat
Jagdspringen: Unbekannt
Weitsprung: Vierter
- Jacques de Prunelé
Weitsprung: Dritter

### Rudern
Bei neun Booten sind die jeweiligen Steuermänner unbekannte Athleten.
- Angot
Vierer mit Steuermann, Erster Finallauf: Siebter
- Hermann Barrelet
Einer: Olympiasieger
- Raymond Benoît
Einer: Halbfinale
- René Beslaud
Vierer mit Steuermann, Erster Finallauf: Neunter
- Henri Bouckaert
Vierer mit Steuermann, Erster Finallauf: Olympiasieger
- Maurice Carton
Achter: Fünfter
- Jean Cau
Vierer mit Steuermann, Erster Finallauf: Olympiasieger
- Chantriaux
Achter: Fünfter
- Charlot
Vierer mit Steuermann, Erster Finallauf: Olympiasieger
- Paul Cocuet
Vierer mit Steuermann, Erster Finallauf: Zehnter
Achter: Fünfter
- Édouard Dammann
Einer: Vorrunde
- Georges Delaporte
Einer: Halbfinale
- Henri Delabarre
Zweier mit Steuermann: Sechster
Vierer mit Steuermann, Erster Finallauf: Siebter
- Émile Delchambre
Vierer mit Steuermann, Erster Finallauf: Olympiasieger
- Carlos Deltour
Zweier mit Steuermann: Dritter
- Jules Demaré
Vierer mit Steuermann, Erster Finallauf: Zehnter
Achter: Fünfter
- Leon Deslinières
Vierer mit Steuermann, Erster Finallauf: Neunter
- Clément Dorlia
Vierer mit Steuermann, Erster Finallauf: Zehnter
Achter: Fünfter
- Pierre Ferlin
Einer: Halbfinale
Zweier mit Steuermann: Vierter
- Robert Gelée
Zweier mit Steuermann: Sechster
Vierer mit Steuermann, Erster Finallauf: Siebter
- André Gaudin
Einer: Zweiter
- Guilbert
Achter: Fünfter
- Henri Hazebrouck
Vierer mit Steuermann, Erster Finallauf: Olympiasieger
- Robert d’Heilly
Einer: Vierter
- Lardon
Einer: Vorrunde
- Gordon Love
Zweier mit Steuermann: Siebter
- Georges Lumpp
Vierer mit Steuermann, Erster Finallauf: Zweiter
- Maison
Vierer mit Steuermann, Erster Finallauf: Siebter
- Mathieu
Zweier mit Steuermann: Vierter
- Lucien Martinet
Zweier mit Steuermann: Zweiter 
Achter: Fünfter
- Raoul Paoli
Zweier mit Steuermann: Dritter (Steuermann)
- Charles Perrin
Vierer mit Steuermann, Erster Finallauf: Zweiter
- Peyronnie
Vierer mit Steuermann, Erster Finallauf: Neunter
- Louis Prével
Einer: Fünfter
- Louis Roche
Zweier mit Steuermann: Siebter
- Saurel
Vierer mit Steuermann, Erster Finallauf: Neunter
- Daniel Soubeyran
Vierer mit Steuermann, Erster Finallauf: Zweiter
- Antoine Védrenne
Zweier mit Steuermann: Dritter
- René Waleff
Zweier mit Steuermann: Zweiter 
Vierer mit Steuermann, Erster Finallauf: Zehnter
Achter: Fünfter
- Émile Wegelin
Vierer mit Steuermann, Erster Finallauf: Zweiter

### Rugby
- Männer: Olympiasieger 
Vladimir Aïtoff
A. Albert
Léon Binoche
Jean Collas
Jean-Guy Gautier
Auguste Giroux
Charles Gondouin
Constantin Henriquez
Jean Hervé
Victor Lardanchet
Hubert Lefèbvre
Joseph Olivier
Alexandre Pharamond
Frantz Reichel
André Rischmann
André Roosevelt
Émile Sarrade

### Schießen
- Ador
Wurfscheibenschießen: 20.
- Anjou
Wurfscheibenschießen: 31.
- Amédée Aubry
Wurfscheibenschießen: 13.
- Eugène Balme
Ordonnanzrevolver 20 m: Dritter
- Roger de Barbarin
Wurfscheibenschießen: Olympiasieger
- César de Bettex
Wurfscheibenschießen: Vierter
- Maurice Bucquet
Wurfscheibenschießen: 15.
- Georges Brosselin
Wurfscheibenschießen: 27.
- Auguste Cavadini
Armeegewehr 300 m, stehend: Zehnter
Armeegewehr 300 m, kniend: 17.
Armeegewehr 300 m, liegend: Siebter
Armeegewehr 300 m, Dreistellungskampf: Elfter
Armeegewehr 300 m, Dreistellungskampf, Mannschaft: Dritter
- Jules Charpentier
Wurfscheibenschießen: Siebter
- Justinien de Clary
Wurfscheibenschießen: Dritter
- Achille Darnis
Wurfscheibenschießen: 28.
- Louis Dutfoy
Armeerevolver 50 m, Einzel: Fünfter
Armeerevolver 50 m, Mannschaft Zweiter
- Édouard Geynet
Wurfscheibenschießen: Sechster
- N. Guyot
Wurfscheibenschießen: 29.
- Hilaret
Wurfscheibenschießen: Fünfter
- Charles de Jaubert
Wurfscheibenschießen: Siebter
- Joseph Labbé
Ordonnanzrevolver 20 m: Sechster
Wurfscheibenschießen: Siebter
- Maurice Larrouy
Ordonnanzrevolver 20 m: Olympiasieger
- Maurice Lecoq
Armeerevolver 50 m, Einzel: Elfter
Armeerevolver 50 m, Mannschaft Zweiter 
Armeegewehr 300 m, stehend: 19.
Armeegewehr 300 m, kniend: 22.
Armeegewehr 300 m, liegend: 25.
Armeegewehr 300 m, Dreistellungskampf: 21.
Armeegewehr 300 m, Dreistellungskampf, Mannschaft: Dritter
- Gaston Legrand
Wurfscheibenschießen: 19.
- André Mercier
Wurfscheibenschießen: 21.
- Paul de Montholon
Wurfscheibenschießen: 23.
- Paul Moreau
Ordonnanzrevolver 20 m: Vierter
- Léon Moreaux
Ordonnanzrevolver 20 m: Zweiter 
Armeerevolver 50 m, Einzel: Siebter
Armeerevolver 50 m, Mannschaft Zweiter 
Armeegewehr 300 m, stehend: 17.
Armeegewehr 300 m, kniend: 17.
Armeegewehr 300 m, liegend: Vierter
Armeegewehr 300 m, Dreistellungskampf: Elfter
Armeegewehr 300 m, Dreistellungskampf, Mannschaft: Dritter
Wurfscheibenschießen: 16.
- Jacques Nivière
Wurfscheibenschießen: 18.
Wurfscheibenschießen: 22.
- Achille Paroche
Armeerevolver 50 m, Einzel: Zweiter 
Armeerevolver 50 m, Mannschaft Zweiter 
Armeegewehr 300 m, stehend: 19.
Armeegewehr 300 m, kniend: 16.
Armeegewehr 300 m, liegend: Olympiasieger 
Armeegewehr 300 m, Dreistellungskampf: Siebter
Armeegewehr 300 m, Dreistellungskampf, Mannschaft: Dritter
- Pierre Perrier
Wurfscheibenschießen: 26.
- Pourchainaux
Wurfscheibenschießen: 30.
- Reverdin
Wurfscheibenschießen: 17.
- de Saint-James
Wurfscheibenschießen: 24.
- Sion
Wurfscheibenschießen: Siebter
- Soucaret
Wurfscheibenschießen: 25.
- René Thomas
Armeegewehr 300 m, stehend: 24.
Armeegewehr 300 m, kniend: 27.
Armeegewehr 300 m, liegend: 19.
Armeegewehr 300 m, Dreistellungskampf: 26.
Armeegewehr 300 m, Dreistellungskampf, Mannschaft: Dritter
- Jules Trinité
Armeerevolver 50 m, Einzel: Zehnter
Armeerevolver 50 m, Mannschaft Zweiter

### Schwimmen
- A. Adam
200 Meter Freistil: 22.
- L. Baudoin
4000 Meter Freistil: 18.
- Joseph Bertrand
200 m Hindernis: Neunter
200 m Mannschaft: Zweiter
- M. Cadet
200 m Mannschaft: Zweiter
- Victor Cadet
200 Meter Freistil: 16.
- Jules Clévenot
200 Meter Freistil: Siebter
4000 Meter Freistil: 18.
200 m Mannschaft: Vierter
- Chevrand
200 Meter Rücken: 14.
Unterwasserschwimmen: Zwölfter
- Eucher
Unterwasserschwimmen: 14.
- R. Féret
200 Meter Freistil: 14.
200 m Mannschaft: Vierter
- Fumouze
1000 Meter Freistil: Elfter
4000 Meter Freistil: 17.
200 Meter Rücken: 16.
- Gallais
4000 Meter Freistil: 18.
- Louis Gazaigne
200 m Mannschaft: Vierter
- Pierre Gellé
4000 Meter Freistil: 18.
- Heyberger
4000 Meter Freistil: 18.
- Maurice Hochepied
200 Meter Freistil: Fünfter
1000 Meter Freistil: Siebter
200 m Hindernis: Siebter
200 m Mannschaft: Zweiter
- Victor Hochepied
200 Meter Freistil: 19.
200 m Hindernis: Elfter
200 m Mannschaft: Zweiter
- Philippe Houben
200 m Mannschaft: Dritter
- Paul Kaisermann
Unterwasserschwimmen: Zehnter
- Kobierski
4000 Meter Freistil: Zwölfter
- Lagarde
4000 Meter Freistil: 13.
- Landrich
4000 Meter Freistil: 18.
- Lapostolet
1000 Meter Freistil: 15.
200 Meter Rücken: 13.
- Louis Laufray
4000 Meter Freistil: Elfter
- Jean Leclerq
Unterwasserschwimmen: Elfter
- Jacques Léauté
200 Meter Freistil: 25.
- Georges Leuillieux
1000 Meter Freistil: Sechster
4000 Meter Freistil: 18.
200 Meter Rücken: Neunter
200 m Mannschaft: Dritter
- Loppé
4000 Meter Freistil: 18.
- Lué
1000 Meter Freistil: 14.
4000 Meter Freistil: 15.
200 Meter Rücken: Elfter
- Ernest Martin
4000 Meter Freistil: Siebter
- Louis Marc
200 m Hindernis: Zehnter
Unterwasserschwimmen: Achter
- Louis Martin
200 Meter Freistil: Neunter
1000 Meter Freistil: Fünfter
4000 Meter Freistil: Dritter
200 m Mannschaft: Dritter
- Menault
Unterwasserschwimmen: Siebter
- Désiré Mérchez
1000 Meter Freistil: Zwölfter
200 m Mannschaft: Dritter
- Mortier
4000 Meter Freistil: 14.
- Pelloy
200 m Mannschaft: Vierter
- Pierre Peyrusson
200 Meter Freistil: 21.
200 Meter Rücken: Zwölfter
Unterwasserschwimmen: Neunter
- Pujol
200 Meter Freistil: 26.
- Regnault
4000 Meter Freistil: 18.
- de Romand
4000 Meter Freistil: 16.
200 Meter Rücken: Sechster
Unterwasserschwimmen: Vierter
- Ronaux
200 Meter Freistil: 24.
- B. Rosier
200 m Mannschaft: Vierter
- André Six
Unterwasserschwimmen: Zweiter
- Souchu
1000 Meter Freistil: 16.
- René Tartara
200 Meter Freistil: 15.
200 m Mannschaft: Dritter
- Texier
200 Meter Freistil: 20.
1000 Meter Freistil: 13.
4000 Meter Freistil: Zehnter
200 Meter Rücken: 15.
- Léon Tisserand
Unterwasserschwimmen: Fünfter
- Vallée
4000 Meter Freistil: 18.
- Charles de Vendeville
Unterwasserschwimmen: Olympiasieger
- Jules Verbecke
1000 Meter Freistil: Achter
200 m Hindernis: Achter
200 m Mannschaft: Zweiter

### Segeln
Ein unbekannter Sportler erreichte den sechsten Platz in der Bootsklasse von 10 bis 20 Tonnen
- Auguste Albert
1 bis 2 Tonnen, 1. Wettfahrt: Zweiter 
1 bis 2 Tonnen, 2. Wettfahrt: Dritter
Gemeinsame Wettfahrt: DNF
- Jacques Baudrier
0,5 bis 1 Tonne, 1. Wettfahrt: Zweiter 
0,5 bis 1 Tonne, 2. Wettfahrt: Dritter
1 bis 2 Tonnen, 1. Wettfahrt: Dritter
1 bis 2 Tonnen, 2. Wettfahrt: Vierter
Gemeinsame Wettfahrt: DNF
- Lucien Baudrier
1 bis 2 Tonnen, 1. Wettfahrt: Dritter
1 bis 2 Tonnen, 2. Wettfahrt: Vierter
- Émile Billard
10 bis 20 Tonnen: Olympiasieger
- Pierre de Boulogne
0,5 bis 1 Tonnen, 1. Wettfahrt: DSQ
Gemeinsame Wettfahrt: DNF
- Jean Le Bret
0,5 bis 1 Tonne, 1. Wettfahrt: Zweiter 
0,5 bis 1 Tonne, 2. Wettfahrt: Dritter
Gemeinsame Wettfahrt: DNF
- Gaston Cailleux
bis 0,5 Tonnen, 1. Wettfahrt: Dritter
bis 0,5 Tonnen, 2. Wettfahrt: Vierter
Gemeinsame Wettfahrt: DNF
- Jean de Chabannes
0,5 bis 1 Tonnen, 1. Wettfahrt: Vierter
Gemeinsame Wettfahrt: DNF
- Jean-Baptiste Charcot
bis 0,5 Tonnen, 1. Wettfahrt: Zweiter 
bis 0,5 Tonnen, 2. Wettfahrt: Zweiter 
Gemeinsame Wettfahrt: DNF
- Jean d’Estournelles de Constant
0,5 bis 1 Tonnen, 1. Wettfahrt: Fünfter
Gemeinsame Wettfahrt: Fünfter
- Jacques de Constant
bis 0,5 Tonnen, 1. Wettfahrt: Fünfter
bis 0,5 Tonnen, 2. Wettfahrt: DNF
- De Cottignon
2 bis 3 Tonnen, 1. Wettfahrt: Dritter
2 bis 3 Tonnen, 2. Wettfahrt: DNF
Gemeinsame Wettfahrt: DNF
- Paul Couture
Gemeinsame Wettfahrt: DNF
- Georges Cronier
10 bis 20 Tonnen: Vierter
- Maxime Desonches
Gemeinsame Wettfahrt: DNF
- Jean Decazes
10 bis 20 Tonnen: Zweiter
- Auguste Donny
2 bis 3 Tonnen, 1. Wettfahrt: Vierter
2 bis 3 Tonnen, 2. Wettfahrt: Dritter
Gemeinsame Wettfahrt: DNF
- Louis Auguste-Dormeuil
Gemeinsame Wettfahrt: DSQ
0,5 bis 1 Tonnen, 1. Wettfahrt: Siebter
0,5 bis 1 Tonnen, 2. Wettfahrt: Olympiasieger
- Jacques Doucet
2 bis 3 Tonnen, 1. Wettfahrt: Zweiter 
2 bis 3 Tonnen, 2. Wettfahrt: Zweiter 
Gemeinsame Wettfahrt: DNF
- Dubosq
1 bis 2 Tonnen, 1. Wettfahrt: Dritter
1 bis 2 Tonnen, 2. Wettfahrt: Vierter
Gemeinsame Wettfahrt: DNF
- A. Dubois
3 bis 10 Tonnen, 1. Wettfahrt: Dritter
3 bis 10 Tonnen, 2. Wettfahrt: Zweiter 
Gemeinsame Wettfahrt: DNF
- J. Dubois
3 bis 10 Tonnen, 1. Wettfahrt: Dritter
3 bis 10 Tonnen, 2. Wettfahrt: Zweiter 
Gemeinsame Wettfahrt: DNF
- Dupland
0,5 bis 1 Tonnen, 1. Wettfahrt: Zehnter
Gemeinsame Wettfahrt: DNF
- Albert Duval
1 bis 2 Tonnen, 1. Wettfahrt: Zweiter 
1 bis 2 Tonnen, 2. Wettfahrt: Dritter
Gemeinsame Wettfahrt: DNF
- Henri Gauthier
0,5 bis 1 Tonnen, 1. Wettfahrt: 14.
- Pierre Gervais
bis 0,5 Tonnen, 1. Wettfahrt: Olympiasieger 
bis 0,5 Tonnen, 2. Wettfahrt: Dritter
Gemeinsame Wettfahrt: DNF
- Henri Gilardoni
3 bis 10 Tonnen, 1. Wettfahrt: Olympiasieger 
Gemeinsame Wettfahrt: DNF
- Albert Glandaz
0,5 bis 1 Tonnen, 1. Wettfahrt: 13.
Gemeinsame Wettfahrt: DNF
- Auguste Godinet
2 bis 3 Tonnen, 1. Wettfahrt: Zweiter 
2 bis 3 Tonnen, 2. Wettfahrt: Zweiter 
Gemeinsame Wettfahrt: DNF
- Maurice Gufflet
3 bis 10 Tonnen, 1. Wettfahrt: Dritter
3 bis 10 Tonnen, 2. Wettfahrt: Zweiter 
Gemeinsame Wettfahrt: DNF
- Robert Gufflet
3 bis 10 Tonnen, 1. Wettfahrt: Dritter
3 bis 10 Tonnen, 2. Wettfahrt: Zweiter 
Gemeinsame Wettfahrt: DNF
- Charles Guiraist
3 bis 10 Tonnen, 1. Wettfahrt: Dritter
3 bis 10 Tonnen, 2. Wettfahrt: Zweiter 
Gemeinsame Wettfahrt: DNF
- Charles Hugo
1 bis 2 Tonnen, 1. Wettfahrt: Zweiter 
1 bis 2 Tonnen, 2. Wettfahrt: Dritter
Gemeinsame Wettfahrt: DNF
- Émile Jean-Fontaine
2 bis 3 Tonnen, 1. Wettfahrt: Dritter
2 bis 3 Tonnen, 2. Wettfahrt: DNF
Gemeinsame Wettfahrt: DNF
- Jonet-Pastré
0,5 bis 1 Tonnen, 1. Wettfahrt: DSQ
Gemeinsame Wettfahrt: DNF
- Marc Jousset
0,5 bis 1 Tonnen, 1. Wettfahrt: Neunter
- Eugène Laverne
0,5 bis 1 Tonnen, 1. Wettfahrt: DSQ
1 bis 2 Tonnen, 1. Wettfahrt: Vierter
1 bis 2 Tonnen, 2. Wettfahrt: DNF
Gemeinsame Wettfahrt: DNF
- Henri Laverne
1 bis 2 Tonnen, 1. Wettfahrt: Vierter
1 bis 2 Tonnen, 2. Wettfahrt: DNF
Gemeinsame Wettfahrt: DNF
- Lecointre
1 bis 2 Tonnen, 1. Wettfahrt: Achter
1 bis 2 Tonnen, 2. Wettfahrt: DNF
Gemeinsame Wettfahrt: DNF
- L. Legru
0,5 bis 1 Tonnen, 1. Wettfahrt: Sechster
Gemeinsame Wettfahrt: DNF
- Leroy
3 bis 10 Tonnen, 2. Wettfahrt: Fünfter
Gemeinsame Wettfahrt: DNF
- Letot
0,5 bis 1 Tonnen, 1. Wettfahrt: Zehnter
Gemeinsame Wettfahrt: DNF
- Robert Linzeler
bis 0,5 Tonnen, 1. Wettfahrt: Zweiter 
bis 0,5 Tonnen, 2. Wettfahrt: Zweiter 
Gemeinsame Wettfahrt: DNF
- Henry Maingot
Gemeinsame Wettfahrt: DNF
- Édouard Mézan de Malartic
Gemeinsame Wettfahrt: DNF
- Édouard Mantois
1 bis 2 Tonnen, 1. Wettfahrt: Dritter
1 bis 2 Tonnen, 2. Wettfahrt: Vierter
Gemeinsame Wettfahrt: DNF
- Félix Marcotte
0,5 bis 1 Tonne, 1. Wettfahrt: Zweiter 
0,5 bis 1 Tonne, 2. Wettfahrt: Dritter
Gemeinsame Wettfahrt: DNF
- William Martin
0,5 bis 1 Tonne, 1. Wettfahrt: Zweiter 
0,5 bis 1 Tonne, 2. Wettfahrt: Dritter
3 bis 10 Tonnen, 1. Wettfahrt: Sechster
3 bis 10 Tonnen, 2. Wettfahrt: Siebter
Gemeinsame Wettfahrt: DNF
- Marcel Meran
Gemeinsame Wettfahrt: DNF
0,5 bis 1 Tonne, 1. Wettfahrt: Dritter
0,5 bis 1 Tonne, 2. Wettfahrt: Zweiter
- Henri Mialaret
2 bis 3 Tonnen, 1. Wettfahrt: Zweiter 
2 bis 3 Tonnen, 2. Wettfahrt: Zweiter 
Gemeinsame Wettfahrt: DNF
- Émile Michelet
0,5 bis 1 Tonnen, 1. Wettfahrt: Dritter
0,5 bis 1 Tonnen, 2. Wettfahrt: Zweiter 
3 bis 10 Tonnen, 1. Wettfahrt: Vierter
3 bis 10 Tonnen, 2. Wettfahrt: DSQ
Gemeinsame Wettfahrt: Dritter
- Marcel Moisand
1 bis 2 Tonnen, 1. Wettfahrt: Fünfter
1 bis 2 Tonnen, 2. Wettfahrt: Siebter
Gemeinsame Wettfahrt: DNF
- Henri Monnot
bis 0,5 Tonnen, 1. Wettfahrt: Dritter
bis 0,5 Tonnen, 2. Wettfahrt: Vierter
Gemeinsame Wettfahrt: DNF
- Maurice Monnot
bis 0,5 Tonnen, 1. Wettfahrt: Vierter
bis 0,5 Tonnen, 2. Wettfahrt: Fünfter
Gemeinsame Wettfahrt: DNF
- Pierre Moussette
3 bis 10 Tonnen, 2. Wettfahrt: Sechster
Gemeinsame Wettfahrt: DNF
- Paul Perquer
10 bis 20 Tonnen: Olympiasieger
- G. Pigeard
Gemeinsame Wettfahrt: DNF
- Georges Pottier
0,5 bis 1 Tonnen, 1. Wettfahrt: DSQ
Gemeinsame Wettfahrt: DNF
- Roosevelt
Gemeinsame Wettfahrt: DNF
- Phocion Rossollin
0,5 bis 1 Tonnen, 1. Wettfahrt: Elfter
Gemeinsame Wettfahrt: DNF
- Émile Sacré
bis 0,5 Tonnen, 1. Wettfahrt: DNF
bis 0,5 Tonnen, 2. Wettfahrt: Olympiasieger 
Gemeinsame Wettfahrt: Vierter
- Ferdinand de Schlatter
2 bis 3 Tonnen, 1. Wettfahrt: Dritter
2 bis 3 Tonnen, 2. Wettfahrt: DNF
Gemeinsame Wettfahrt: DNF
- Georges Semichon
bis 0,5 Tonnen, 1. Wettfahrt: Sechster
bis 0,5 Tonnen, 2. Wettfahrt: Sechster
- Léon Susse
2 bis 3 Tonnen, 1. Wettfahrt: Zweiter 
2 bis 3 Tonnen, 2. Wettfahrt: Zweiter 
Gemeinsame Wettfahrt: DNF
- Léon Tellier
bis 0,5 Tonnen, 1. Wettfahrt: Dritter
bis 0,5 Tonnen, 2. Wettfahrt: Vierter
Gemeinsame Wettfahrt: DNF
- Texier
bis 0,5 Tonnen, 1. Wettfahrt: Zweiter 
bis 0,5 Tonnen, 2. Wettfahrt: Zweiter 
0,5 bis 1 Tonne, 1. Wettfahrt: Achter
1 bis 2 Tonnen, 1. Wettfahrt: Siebter
1 bis 2 Tonnen, 2. Wettfahrt: Sechster
Gemeinsame Wettfahrt: DSQ
- Texier
bis 0,5 Tonnen, 1. Wettfahrt: Zweiter 
bis 0,5 Tonnen, 2. Wettfahrt: Zweiter 
0,5 bis 1 Tonne, 1. Wettfahrt: Achter
1 bis 2 Tonnen, 1. Wettfahrt: Siebter
1 bis 2 Tonnen, 2. Wettfahrt: Sechster
Gemeinsame Wettfahrt: DSQ
- Jules Valton
0,5 bis 1 Tonne, 1. Wettfahrt: Zweiter 
0,5 bis 1 Tonne, 2. Wettfahrt: Dritter
Gemeinsame Wettfahrt: DNF
- François Vilamitjana
1 bis 2 Tonnen, 1. Wettfahrt: Zweiter 
1 bis 2 Tonnen, 2. Wettfahrt: Dritter
Gemeinsame Wettfahrt: DNF
- Georges Warenhorst
1 bis 2 Tonnen, 1. Wettfahrt: Sechster
1 bis 2 Tonnen, 2. Wettfahrt: Fünfter
Gemeinsame Wettfahrt: DNF

### Tauziehen
- Männer: Zweiter 
Roger Basset
Jean Collas
Charles Gondouin
Joseph Roffo
Émile Sarrade
Francisco Henríquez de Zubiría

### Tennis
- Georges de la Chapelle
Männer, Doppel: Dritter
- Étienne Durand
Männer, Einzel: Achter
Männer, Doppel: Fünfter
- Élie de Lastours
Männer, Doppel: Fünfter
- Adrien Fauchier-Magnan
Männer, Doppel: Fünfter
- Marguerite Fourrier
Frauen, Einzel: Fünfte
- Antoinette Gillou
Mixed: Fünfte
- Paul Lebreton
Männer, Einzel: Achter
Männer, Doppel: Fünfter
- Paul Lecaron
Männer, Einzel: Fünfter
Männer, Doppel: Fünfter
- Guy Lejeune
Männer, Doppel: Fünfter
- Albert Lippmann
Männer, Einzel: Achter
- André Prévost
Männer, Einzel: Achter
Männer, Doppel: Dritter
- Yvonne Prévost
Frauen, Einzel: Zweite
- Pierre Verdé-Delisle
Mixed: Fünfter

### Turnen
- Ferdinand Allègré
Turnmehrkampf: 26.
- Aubert
Turnmehrkampf: 88.
- Charles Balossier
Turnmehrkampf: 40.
- Albert Barodet
Turnmehrkampf: 105.
- Noël Bas
Turnmehrkampf: Zweiter
- Bayer
Turnmehrkampf: 132.
- Jean Berhouzouq
Turnmehrkampf: 14.
- Bernillon
Turnmehrkampf: 126.
- Henri Bettremieux
Turnmehrkampf: 32.
- Blanchard
Turnmehrkampf: 65.
- Charles Bollet
Turnmehrkampf: 15.
- Bornes
Turnmehrkampf: 47.
- Élie Bourgois
Turnmehrkampf: 43.
- Bouchon
Turnmehrkampf: 46.
- Boulanger
Turnmehrkampf: 62.
- Joseph Bourgougnoux
Turnmehrkampf: 75.
- Bourry
Turnmehrkampf: 93.
- Jean-Marie le Bourvelec
Turnmehrkampf: 65.
- Buchert
Turnmehrkampf: 109.
- Auguste Castille
Turnmehrkampf: 35.
- Joseph Castiglioni
Turnmehrkampf: 15.
- Chapau
Turnmehrkampf: 98.
- Coone
Turnmehrkampf: 101.
- Coucou
Turnmehrkampf: 121.
- Cousin
Turnmehrkampf: 122.
- Ernest Créteur
Turnmehrkampf: 47.
- Henri Créteur
Turnmehrkampf: 75.
- Debailly
Turnmehrkampf: 84.
- Charles Deckert
Turnmehrkampf: 116.
- Joseph Decroze
Turnmehrkampf: 84.
- Nicolas Dejaeghère
Turnmehrkampf: Elfter
- Gabriel Déjean
Turnmehrkampf: 74.
- Delaleau
Turnmehrkampf: 126.
- Jules Deleval
Turnmehrkampf: 67.
- Lucien Démanet
Turnmehrkampf: Dritter
- Denis
Turnmehrkampf: 102.
- Deroubaix
Turnmehrkampf: 64.
- Alexis Douchet
Turnmehrkampf: 79.
- Georges Dubois
Turnmehrkampf: 70.
- Gérard Dufeïte
Turnmehrkampf: 88.
- Gustave Fabry
Turnmehrkampf: Sechster
- Favier
Turnmehrkampf: 113.
- Jacques Fernhbach
Turnmehrkampf: 56.
- Fierens
Turnmehrkampf: 69.
- Fouché
Turnmehrkampf: 113.
- Gaché
Turnmehrkampf: Zwölfter
- Gaucher
Turnmehrkampf: 17.
- Paul Germain
Turnmehrkampf: 117.
- Félix Ghysels
Turnmehrkampf: 23.
- Paul Gibiard
Turnmehrkampf: 37.
- Glet
Turnmehrkampf: 88.
- Grimm
Turnmehrkampf: 60.
- Jonathan Honorez
Turnmehrkampf: 43.
- Van Hule
Turnmehrkampf: 111.
- Louis Imbert
Turnmehrkampf: 40.
- Jacquemin
Turnmehrkampf: 118.
- Jardinier
Turnmehrkampf: 50.
- Daniel Kehr
Turnmehrkampf: 120.
- Abram Koubi
Turnmehrkampf: 93.
- G. Laboual
Turnmehrkampf: 50.
- Labouret
Turnmehrkampf: 88.
- Lacombe
Turnmehrkampf: 109.
- Marcel Lalu
Turnmehrkampf: Achter
- Daniel Lavielle
Turnmehrkampf: 21.
- Joseph Lavielle
Turnmehrkampf: Zwölfter
- Jules Lecoutre
Turnmehrkampf: 37.
- Paulin Lemaire
Turnmehrkampf: 30.
- Lemoine
Turnmehrkampf: 115.
- Leroux
Turnmehrkampf: 122.
- Lévy
Turnmehrkampf: 62.
- Joseph Martínez
Turnmehrkampf: Siebter
- Georges Mauvezain
Turnmehrkampf: Achter
- Otto Meyer
Turnmehrkampf: 77.
- Georges Michaud
Turnmehrkampf: 49.
- Minot
Turnmehrkampf: 100.
- Monteil
Turnmehrkampf: 22.
- Henri Moreno
Turnmehrkampf: 18.
- Paul Obrecht
Turnmehrkampf: 19.
- Ollivier
Turnmehrkampf: 97.
- Parisot
Turnmehrkampf: 126.
- Pierre Payssé
Turnmehrkampf: Vierter
- Pelat
Turnmehrkampf: 93.
- Jules Perret
Turnmehrkampf: 35.
- Jules Pinaud
Turnmehrkampf: 102.
- Jean Pradairol
Turnmehrkampf: 79.
- Pierre Pratviel
Turnmehrkampf: 40.
- Henri Prilleux
Turnmehrkampf: 131.
- Dominique Ravoux
Turnmehrkampf: 32.
- Fernand Ravoux
Turnmehrkampf: 27.
- Jules Rolland
Turnmehrkampf: Vierter
- Samuel Roche
Turnmehrkampf: 126.
- Rostin
Turnmehrkampf: 84.
- Octave Salzard
Turnmehrkampf: 67.
- Gustave Sandras
Turnmehrkampf: Olympiasieger
- Schaan
Turnmehrkampf: 23.
- Émile Scherb
Turnmehrkampf: 56.
- Sidrac
Turnmehrkampf: 106.
- Charles Simon
Turnmehrkampf: 60.
- Raoul Sourzat
Turnmehrkampf: 108.
- Strasser
Turnmehrkampf: 56.
- Terrier
Turnmehrkampf: 133.
- Thiriet
Turnmehrkampf: 50.
- Touche
Turnmehrkampf: 130.
- Vandenhaute
Turnmehrkampf: 125.
- Alexis Vedeux
Turnmehrkampf: 37.
- Léon Viart
Turnmehrkampf: 79.
- Viéville
Turnmehrkampf: 93.

### Wasserball
- Männer: Dritter
Libellule de Paris
Thomas W. Burgess ()
Jules Clévenot
Alphonse Decuyper
Louis Laufray
Henri Peslier
Auguste Pesloy
Paul Vasseur

- Männer: Dritter
Pupilles de Neptune de Lille II
Auguste Camelin
Eugène Coulon
Fardel
Kléber Fiolet
Pierre Gellé
Louis Marc
Louis Martin
Désiré Mérchez

- Männer: Fünfter
Pupilles de Neptune de Lille I
Favier
Philippe Houben
René Lériche
Georges Leuillieux
Ernest Martin
René Tartara
Charles Treffel

- Männer: Fünfter
Tritons Lillois
Joseph Bertrand
Victor Cadet
Maurice Hochepied
Jean Leclerq
Léon Tisserand
Charles de Vendeville
Jules Verbecke